# Consolidated B-24

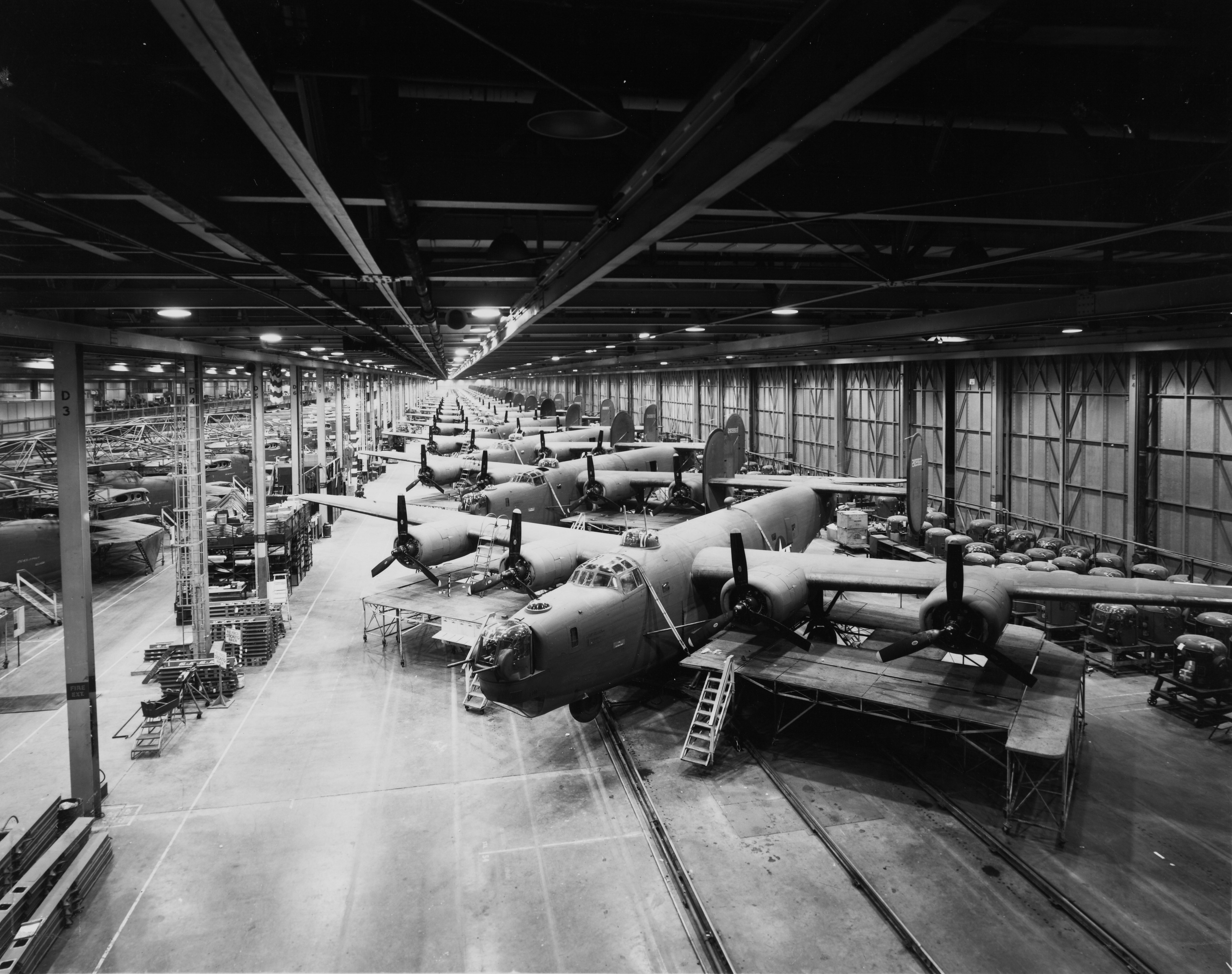
Fabrikation der B-24 in Fords Fertigungskomplex Willow Run bei Ypsilanti (Michigan)

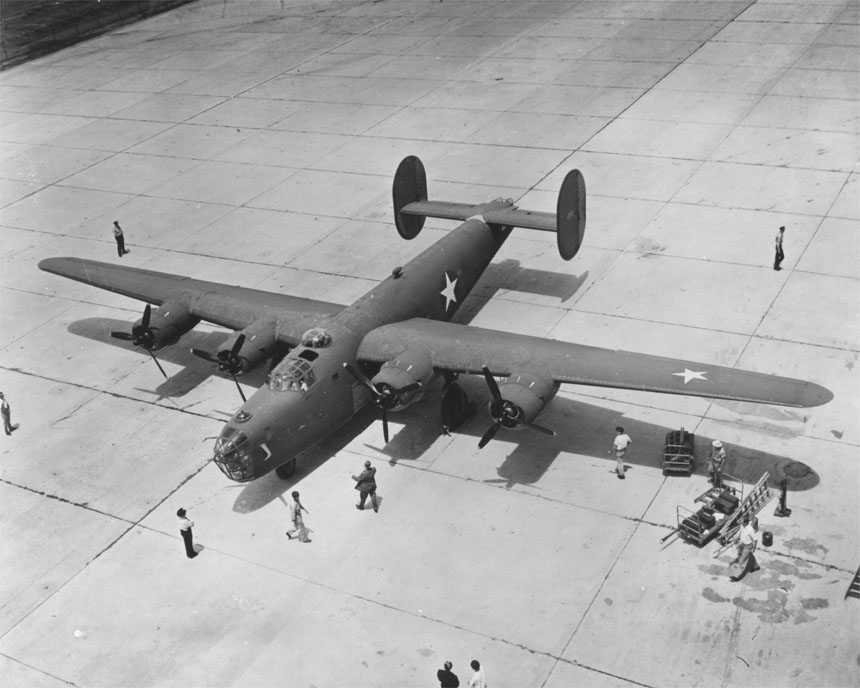
B-24E „Liberator“

Die Consolidated B-24 „Liberator“ war ein viermotoriger schwerer Bomber des US-amerikanischen Herstellers Consolidated Aircraft (ab 1943: Consolidated Vultee).
Die B-24 war der meistgebaute US-amerikanische Flugzeugtyp im Zweiten Weltkrieg. Von 1940 bis Mai 1945 bauten Consolidated und die Lizenznehmer Douglas, North American und Ford über 18.482 Maschinen. Der Schulterdecker mit Doppelleitwerk war neben der Boeing B-17 „Flying Fortress“ der wichtigste Horizontalbomber der United States Army Air Forces (USAAF) auf dem europäischen Kriegsschauplatz.
Neben seiner Rolle als Bomber wurde das Muster zur Wetterbeobachtung und als Seefernaufklärer bzw. zur U-Boot-Bekämpfung sowohl auf dem europäischen Kriegsschauplatz als auch im Pazifikkrieg eingesetzt. Unter der Bezeichnung C-87 fand eine modifizierte Variante Verwendung als Passagier- und Frachtflugzeug. Die Version C-109 diente zum Transport von Flugbenzin.

## Geschichte
Nach den Vorstellungen der US Army sollte Consolidated Aircraft ebenfalls B-17-Bomber produzieren. Consolidated bot hingegen eine Maschine mit besseren Leistungen an, worauf das US Marine Corps im März 1939 eine Maschine unter der Bedingung bestellte, dass diese bis Ende 1939 fertiggestellt und erprobungsbereit sei. In der Ausschreibung des United States Army Air Corps wurde ein Flugzeug mit noch besseren Leistungen als die der B-17 gefordert. Der XB-24 genannte Prototyp der B-24 erreichte zwar nicht die Dienstgipfelhöhe der B-17, hatte aber tatsächlich eine höhere Reichweite und Zuladung. Zu verdanken war dies ihrem Doppelleitwerk in Kombination mit dem von dem Ingenieur David Davis entwickelten sogenannten Davis-Profil der Tragflächen mit hoher Streckung, kurzer Profilsehne und großer Wölbung. Dieses Tragflächenprofil sorgte einerseits auch bei hohen Anstellwinkeln für ausreichenden Auftrieb, andererseits allerdings auch dafür, dass die Langsamflug- und Steuereigenschaften zu wünschen übrig ließen. Die B-24 war somit schwieriger in den für den gegenseitigen Feuerschutz wichtigen engen Formationen zu fliegen als die B-17.

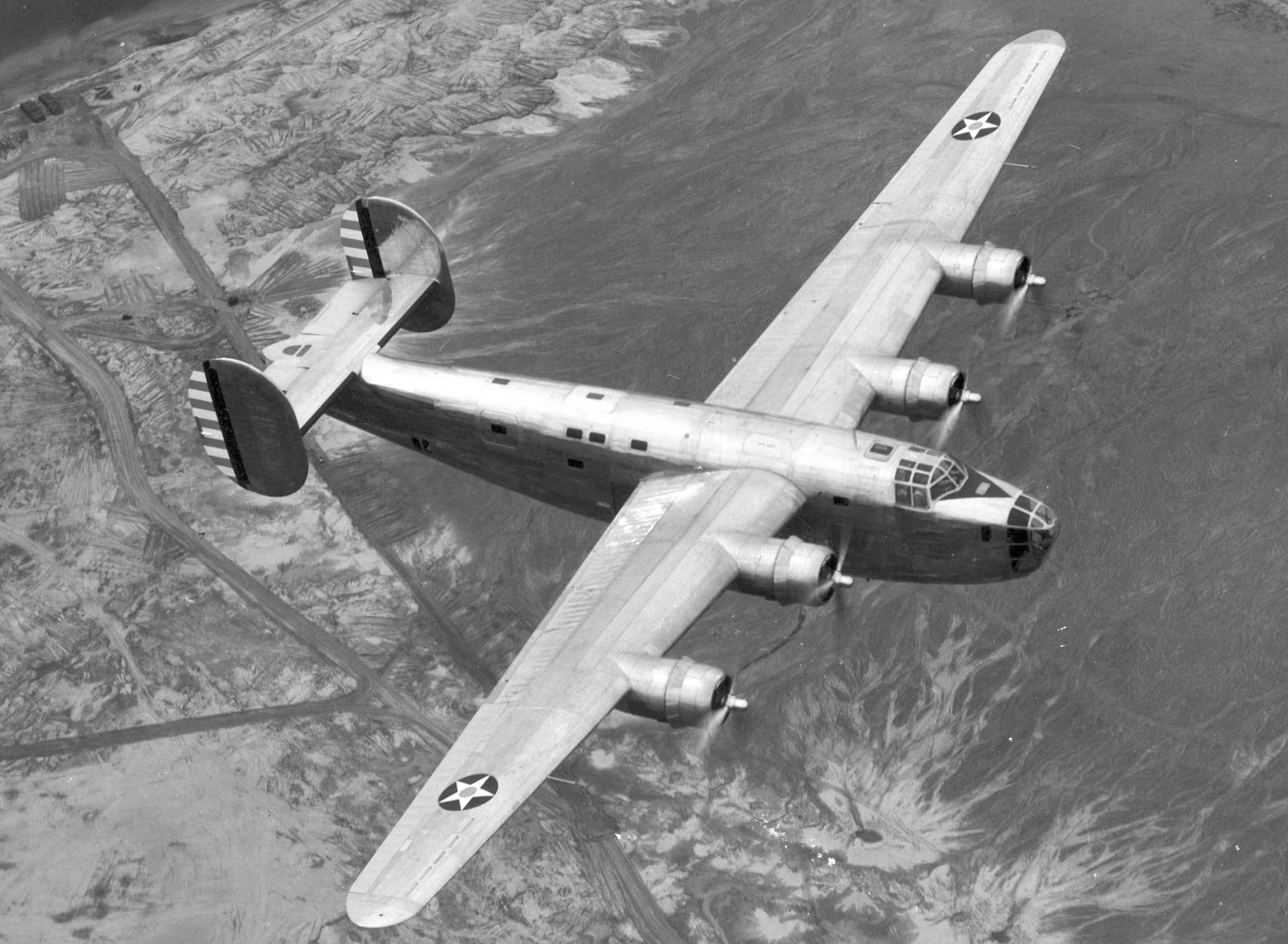
Consolidated XB-24

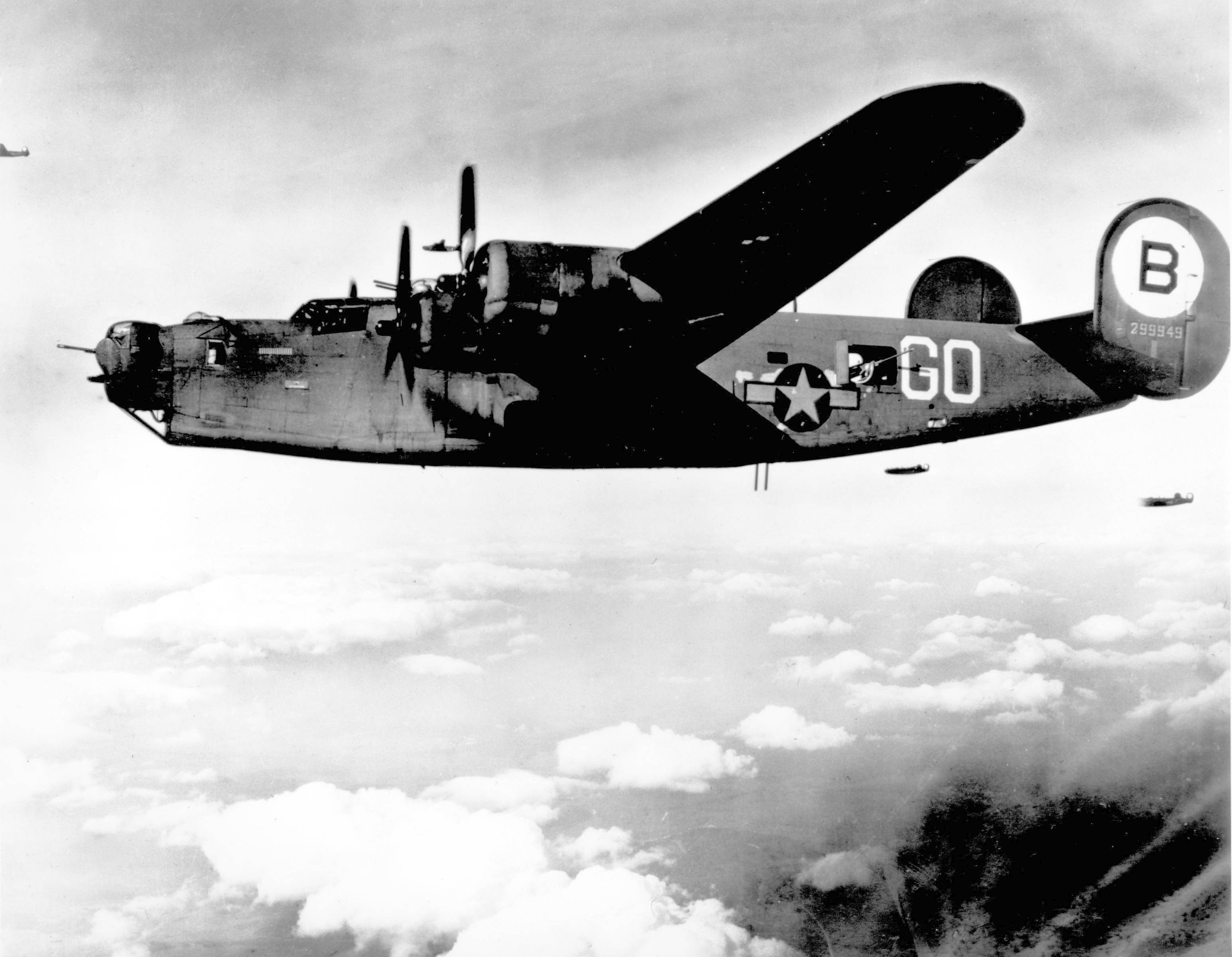
Die meistgebaute Version war die B-24J

Gerade noch rechtzeitig vor Ende des Jahres 1939 startete die XB-24 am 29. Dezember auf dem Lindbergh Field mit Testpilot William Whetley zum Erstflug. Schon im April 1939 hatte die französische Armée de l’air 175 Maschinen bestellt, die nach deren Kapitulation im Juni 1940 teilweise nach Großbritannien ausgeliefert wurden. Am 26. Juli 1940 forderte das Air Corps, dass die Maschine mit Turboladern und selbstdichtenden Tanks ausgerüstet werden sollte. Der umgebaute Prototyp und eine von sieben Vorserienmaschinen YB-24 (die restlichen gingen direkt nach Großbritannien) dienten der weiteren Erprobung. Es folgten 36 B-24A-Serienmuster. Der erste Einsatz erfolgte zu Beginn des Pazifikkrieges gegen Japan im Januar 1942 beim Angriff auf Sulawesi, die ersten größeren Einsätze mit B-24D im Februar 1943 in Neuguinea.

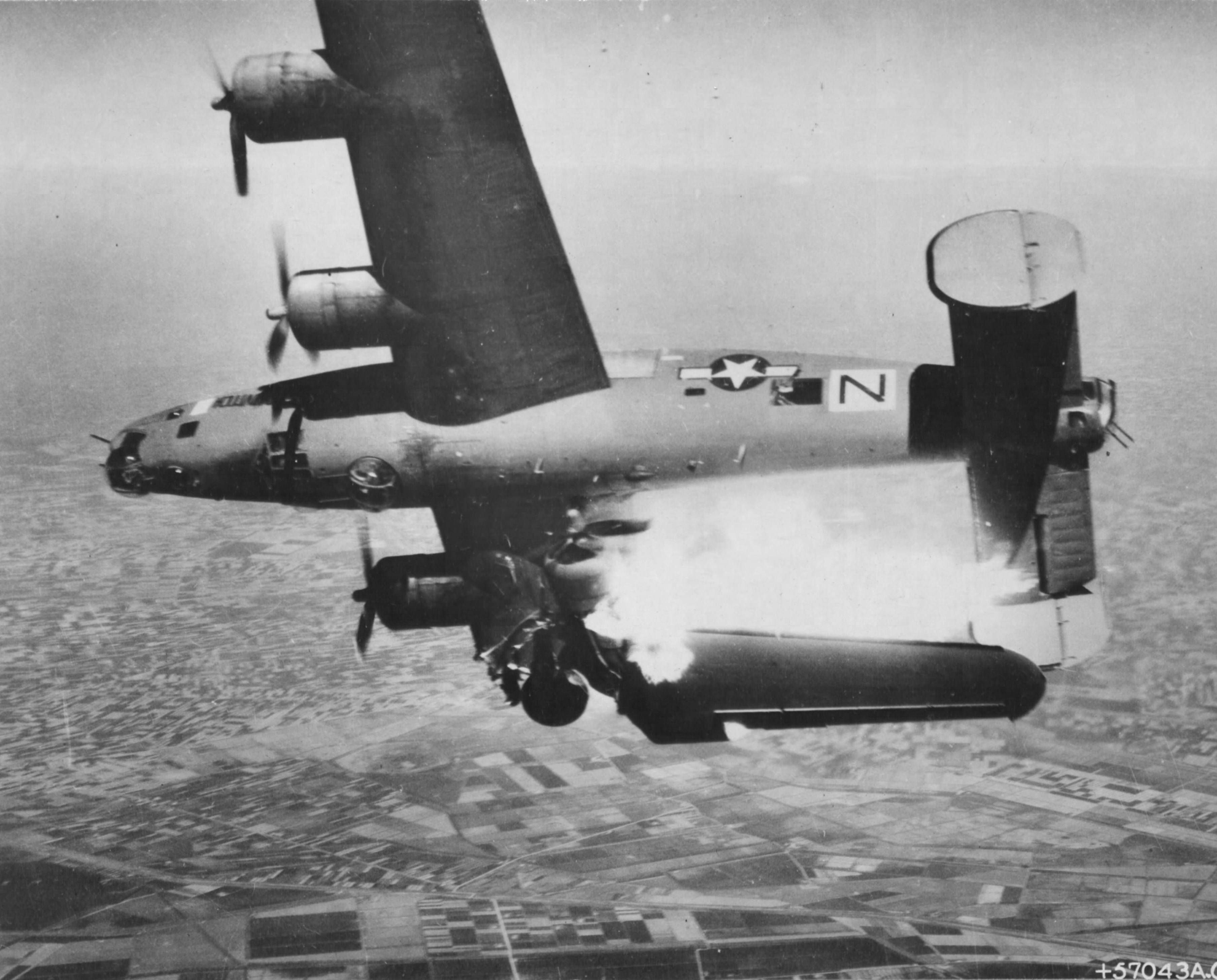
Abschuss einer B-24L der 464th Bombardment Group bei Lugo, Italien, 10. April 1945

Die B-17 hatte den Ruf, Kampfschäden weit besser zu verkraften als die B-24, und auch die Jagdflieger der deutschen Luftwaffe hielten die B-24 für vergleichsweise leicht abzuschießen, da sie insbesondere dazu neigte leichter in Brand zu geraten.

„Die B-24 war etwas schwieriger als die B-17 zu fliegen. Die B-17 trimmte man aus und sie flog beinahe allein weiter. Sogar wenn sich bei der B-24 ein Besatzungsmitglied bewegte, mußte man das Flugzeug fortgesetzt nachtrimmen. In der B-17 konnte man wirklich einen engen Verbandsflug durchführen, während man in der B-24 hart schuften mußte um das hinzukriegen.“

Bei den Besatzungen der B-17 hieß es mit einem Anflug von schwarzem Humor, sie brauchten keinen Begleitschutz, solange die B-24 in der Nähe seien – alle Jäger stürzten sich dann auf die leichtere Beute.
Eine Analyse der von der 8th Air Force in Europa erlittenen Bomberverluste zeigt allerdings, dass die Verlustraten der B-24 sogar geringfügig niedriger waren als die der B-17. Dieses Ergebnis muss jedoch unter dem Aspekt der unterschiedlichen Einsatzbedingungen gesehen werden. Da die B-17 bereits seit August 1942 über Europa eingesetzt wurde und in der Anfangszeit kein Langstreckenbegleitjäger zur Verfügung stand, waren bis zu jenem Zeitpunkt, an dem auch die B-24 im Kampf eingesetzt wurden, bereits viele B-17 abgeschossen worden. In der späteren Kriegsphase, als B-17 und B-24 gleichzeitig eingesetzt wurden und zudem Langstreckenbegleitjäger zur Verfügung standen, wurden dann mehr B-24 als B-17 abgeschossen. Dennoch blieb die Gesamtzahl der B-24-Verluste geringer als die der B-17.
Anders als die B-17 mit ihrem konventionellen Fahrwerk mit Spornrad hatte die B-24 ein modernes Bugradfahrwerk. Durch die Bauweise als Schulterdecker bedingt, fiel die Bodenfreiheit so knapp aus, dass der kugelförmige MG-Turm auf der Rumpfunterseite („Sperry-Ballturret“) bei Start und Landung im Rumpf „verborgen“ war, um dann im Flug in seine Einsatzposition abgesenkt zu werden und als Halbkugel am Bauch der Maschine sichtbar zu sein.

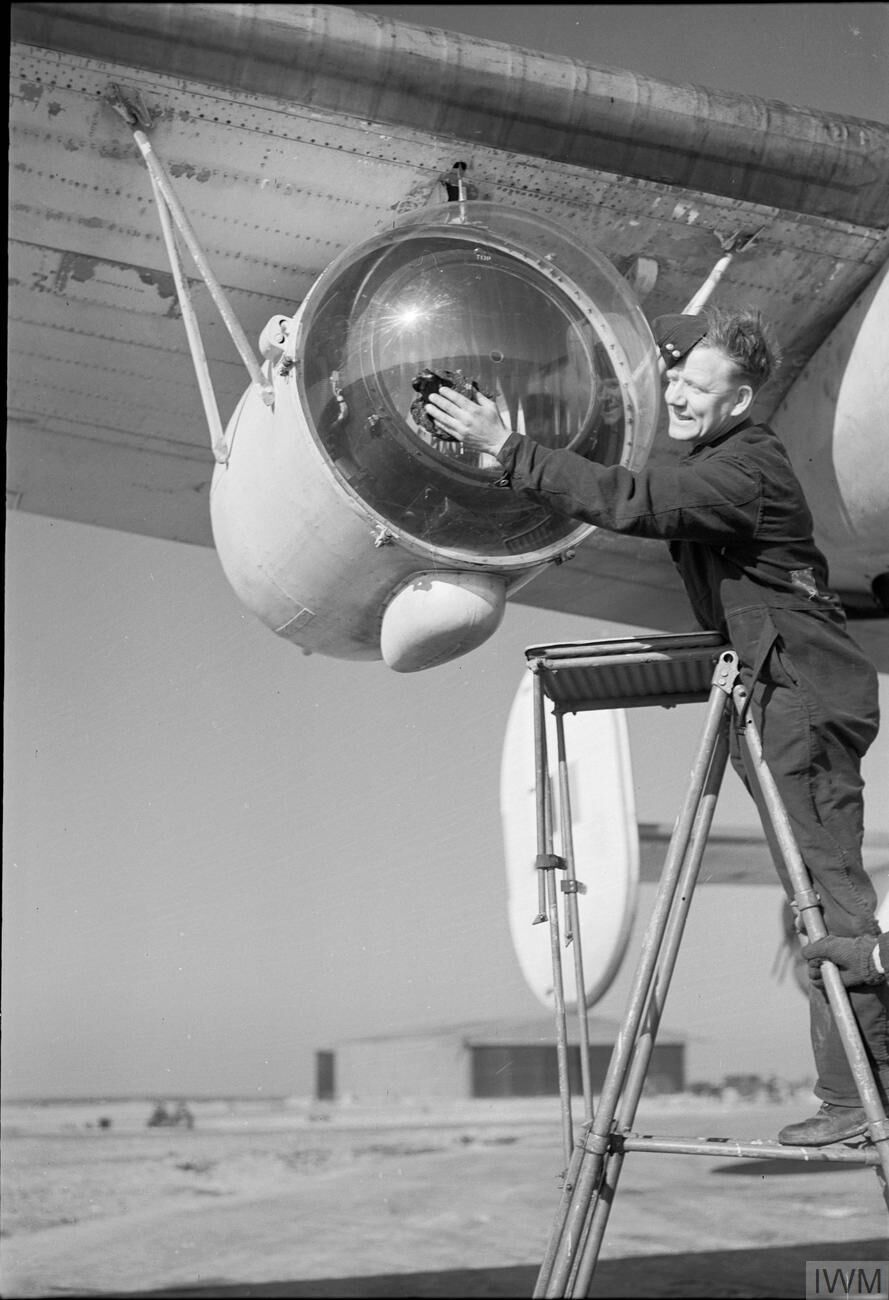
„Leigh Light“ zur U-Boot-Jagd an einer Liberator, mit Stauring zum Abweisen von Insekten

Mit wesentlich größerem Erfolg als die B-17 wurde die B-24 im Seekrieg für die U-Jagd eingesetzt. Ausschlaggebend dafür war die im Vergleich zur B-17 höhere Reichweite, die auch Einsätze über dem Mittelatlantik und dem Pazifik erlaubte. Die B-24 wurde ab 1942 vom Coastal Command der Royal Air Force eingesetzt und im Laufe der Zeit technisch immer weiter modernisiert; mit Radargeräten konnten die Flugzeuge auch über größere Strecken U-Boote orten, bei Nacht mit dem Leigh Light genannten Scheinwerfersystem beleuchten und mit Wasserbomben, Bordwaffen und am Ende des Krieges sogar mit akustisch gelenkten Torpedos bekämpfen. Hinzu kam, dass sich über offener See die Nachteile gegenüber anderen Bombern nicht so gravierend auswirkten, da keine Gefahr durch feindliche Jäger bestand. Flugzeuge des Typs Liberator waren in der Folge maßgeblich daran beteiligt, dass die deutsche U-Bootflotte ab 1943 schwere Verluste erlitt und dass ab Mai 1943 das „Luftloch“ bzw. der sog. Black Pit über dem Atlantik, in dem die deutschen U-Boote höchstens von Trägerflugzeugen angegriffen werden konnten, völlig geschlossen wurde. Allerdings wurde um die Verteilung der an die RAF gelieferten B-24 Flugzeuge ein heftiger Machtkampf zwischen dem eher defensiv agierenden RAF Coastal Command und dem offensiv agierenden RAF Bomber Command ausgetragen (sog. Battle of the Air).
Unter der Bezeichnung F-7 wurde eine Aufklärerversion an die USAAF ausgeliefert. Mit der auf Basis der XB-24N entwickelten PB4Y-2 Privateer erhielt die US Navy ein für den Einsatz als Seeaufklärer optimiertes Flugzeug.
Besonders bekannt wurde der Angriff von 177 Liberators auf die Ölfelder von Ploesti am 1. August 1943, wobei allerdings 57 Bomber abgeschossen und weitere beschädigt wurden.

## Bezeichnungen und Varianten
Nach dem Aus für das Model 31 (als Prototyp XP4Y, später „Corregidor“ genannt), einem als Nachfolger des Patrol Bombers „Catalina“ entwickelten Flugboots, hieß diese Baureihe werksintern Model 32.

### U.S. Army Air Forces
- XB-24 (Consolidated Model 32): Prototyp mit Pratt & Whitney R-1830-33-Sternmotoren mit je 1000 PS (746 kW), einer gebaut.
- YB-24/LB-30A: Vorserienflugzeuge, sechs wurden als LB-30A an Großbritannien geliefert.
- B-24: zweite Vorserienversion, die 30 Tage nach der XB-24 geordert wurde, sieben gebaut.
- B-24A/LB-30B: aerodynamisch verfeinerte Serienversion, 38 gebaut.
- XB-24B: Prototyp mit R-1830-41-Sternmotoren mit Turbolader mit je 1200 PS (895 kW) und elliptischen Motorenverkleidungen. Umbau aus der XB-24.
- B-24C: neun umgebaute B-24A mit R-1830-41-Motoren und Emerson A-6-Turm im Heck sowie Martin-Rückenturm.

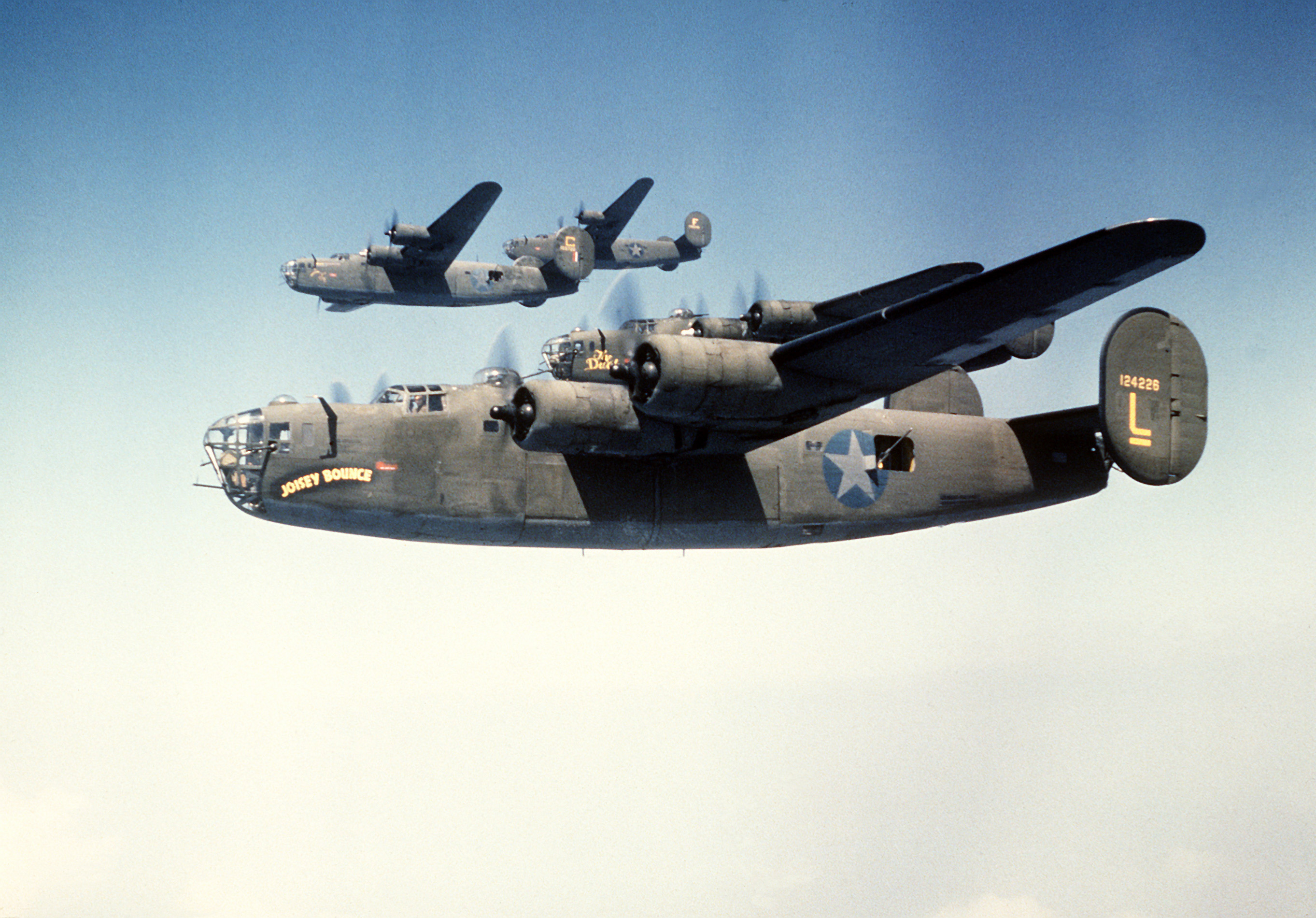
B-24D

- B-24D: B-24C mit R-1830-43-Motoren. Die Bewaffnung wurde während des Baus durch den Einbau eines Bendix-Turmes im Unterrumpf verbessert (später von Sperry), 2696 ab Januar 1942 gebaut.
- SB-24D: zehn B-24D wurden für die Verwendung als „Nachtbomber“ umgebaut. Ausgerüstet mit einem Radarzielgerät für den Bombenabwurf, wurden sie mit einigem Erfolg auf dem pazifischen Kriegsschauplatz gegen Japan eingesetzt.[7]
- B-24E: B-24D von Ford mit R-1830-65-Motoren, aber ohne Unterrumpf-Turm, 801 gebaut.
- B-24G: B-24D mit Sperry-Kugelturm auf der Rumpfunterseite und drei Kaliber .50-Maschinengewehren in der Flugzeugnase, 25 gebaut.
- B-24G-1: Version mit verbessertem Emerson-A-6-Turm im Heck, 405 gebaut.
- B-24H: Ford/Emerson-A-6–Turm in der Flugzeugnase, was 50 Änderungen an der Zelle notwendig machte, 3100 gebaut.
- B-24J: B-24H mit verbessertem Sperry-C-1-Autopilot, 6678 gebaut.
- XB-24K: Umbau einer B-24D durch Ford. An den Rumpf wurde das Heck einer Douglas B-23 angesetzt. Die XB-24K hatte bessere Flugeigenschaften als die B-24D, jedoch wurde aus Kosten- und Zeitgründen von einer Übernahme der Konstruktion in die Serienproduktion abgesehen. Die XB-24K lieferte jedoch die Grundlage der PB4Y-2 Privateer der United States Navy.
- B-24L: Leichtversion ohne Türme im Unterrumpf (dafür zwei MG ohne Turm) und Heck. Der Heckturm wurde jedoch von den Fronteinheiten nachgerüstet, 1667 gebaut.

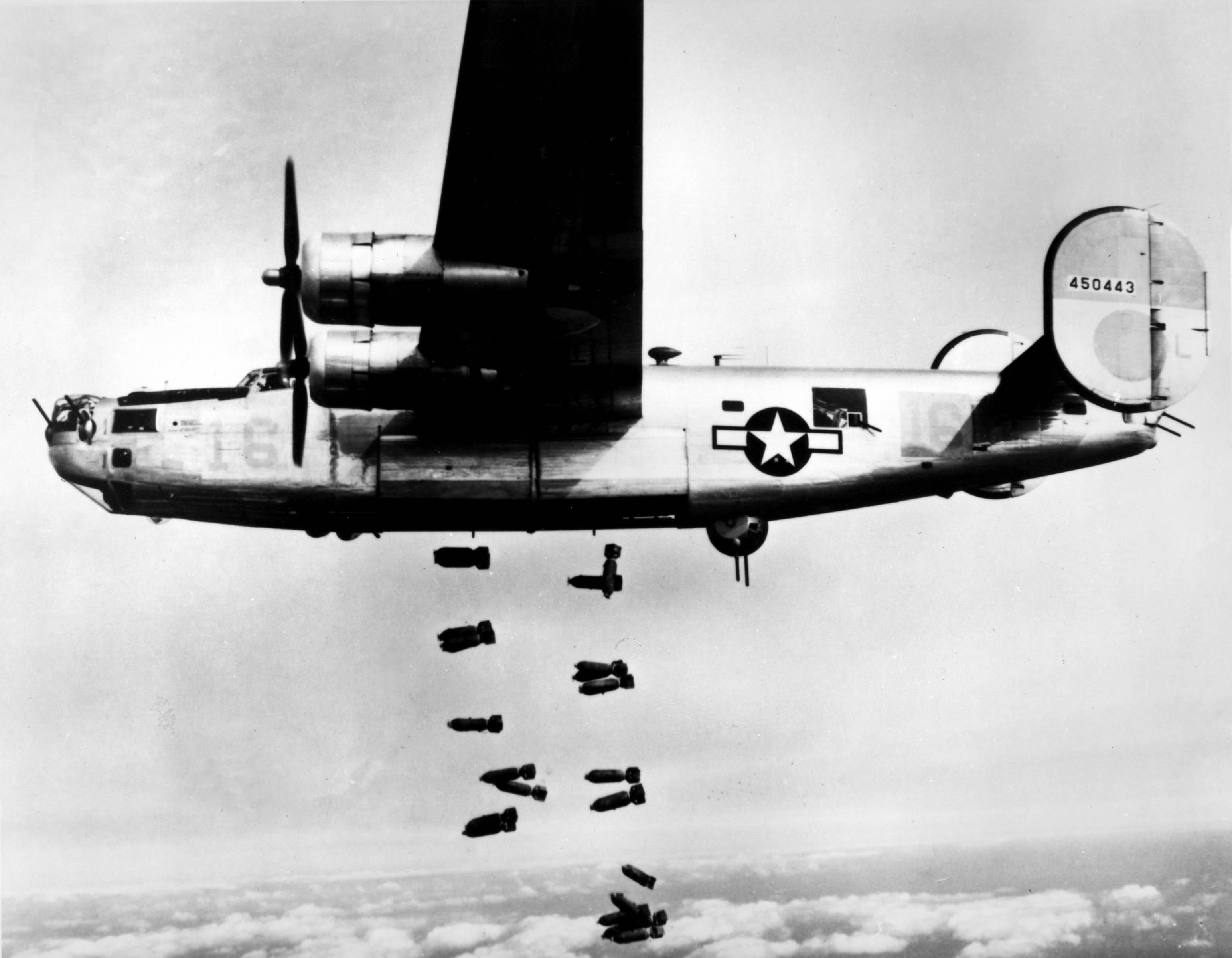
Ford B-24M-1-FO

- B-24M: B-24L mit leichterem A-6B-Heckturm und offen Seitenständen sowie einer strömungsgünstigeren Cockpitverglasung, 2593 gebaut.
- XB-24N: ein Prototyp einer B-24J mit einzelner Heckflosse ähnlich der XB-24K und verbesserten Türmen. 5168 B-24N wurden bei Kriegsende storniert.
- YB-24N: Vorserienversion der B-24N, sieben gebaut.
- XB-24P: Umbau einer B-24D durch die Sperry Gyroscope Company, um neue Feuerlöschsysteme zu testen.
- XB-24Q: Umbau einer B-24L durch General Electric mit radargesteuerten Türmen.
- XB-41: Umbau einer B-24D 1942, die mit 14 MGs als Begleitbomber dienen sollte. Der hohe Luftwiderstand der zusätzlichen Türme ließ jedoch die Flugleistungen dermaßen sinken, dass ein Serienbau unterblieb.
- AT-22/TB-24: C-87-Trainer für Flugingenieure.
- RB-24L: B-24L mit Türmen der Boeing B-29, um deren Besatzungen zu trainieren.
- TB-24L: RB-24L mit Radar.

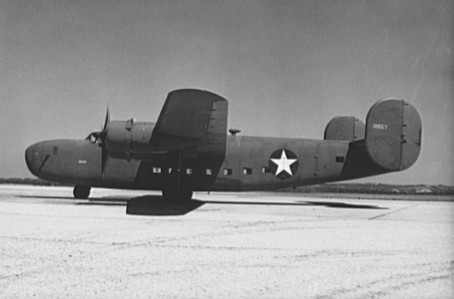
C-87 der USAAF

- C-87 Liberator Express: Transportmaschine mit R-1830-43-Motoren für 20 Passagiere.
- C-87A: V.I.P.-Transporter mit R-1830-45-Motoren und 16 Schlafplätzen.
- C-87B: bewaffnete C-87, nicht gebaut.
- C-87C: USAAF-Bezeichnung der RY-3 der U.S. Navy.
- XC-109/C-109: Flugbenzin-Transporter zur Versorgung der B-29 in China von Indien aus. Transportkapazität 2100 Gallonen (7600 l/5,57 t)

- XF-7: Umbau einer B-24D als Aufklärungsflugzeug.
- F-7: B-24H-FO als Aufklärungsflugzeug.
- F-7A: B-24J als Aufklärungsflugzeug (drei Kameras in der Flugzeugnase, drei im Bombenschacht).
- F-7B: B-24J als Aufklärungsflugzeug (sechs Kameras im Bombenschacht).

### U.S. Navy

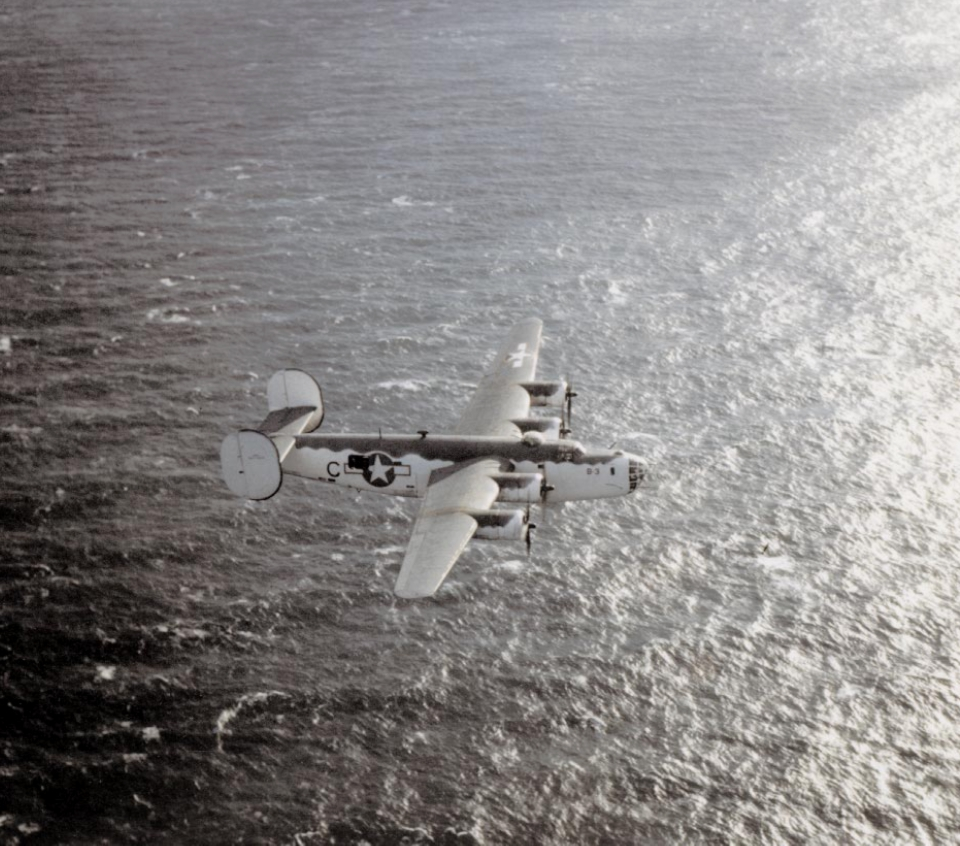
PB4Y-1 der U.S. Navy.

- PB4Y-1: 977 B-24D/G/J/M, die an die U.S. Navy geliefert wurden. Alle waren mit Radar ausgerüstet.
- PB4Y-1P: Umbau einiger PB4Y-1 zu Aufklärungsflugzeugen.
- PB4Y-2 Privateer: Seefernaufklärer ähnlich der B-24N, aber ohne Turbolader, 736 gebaut.
- RY-1: drei C-87A der U.S. Navy.
- RY-2: fünf C-87 der U.S. Navy.
- RY-3: Transportvariante der PB4Y-2, 39 gebaut.

### NACA
- XB-24F: eine umgebaute B-24D mit beheizbaren Flügelvorderkanten wurde vom National Advisory Committee for Aeronautics (NACA) für Vereisungsversuche eingesetzt.[8]
- B-24M (NACA): Die NACA übernahm im November 1945 eine der überzähligen Bomber und führte damit weitere Vereisungsversuche durch. Neben Propellern, Antennen, Flügel- und Leitwerksflächen sowie Triebwerksverkleidungen wurden auch Strahltriebwerke untersucht; im Rumpf des Flugzeugs wurde ein Triebwerk des Typs General Electric I-16 installiert, das über Lufteinläufe auf dem Rumpfrücken angeblasen wurde. Nach dem Ende dieser Versuche wurde ein Westinghouse 24C-Triebwerk nahe dem Rumpf unter dem rechten Flügel montiert und unter Vereisungs-Bedingungen untersucht.[9]

### Royal Air Force

Liberator B Mk II der RAF.

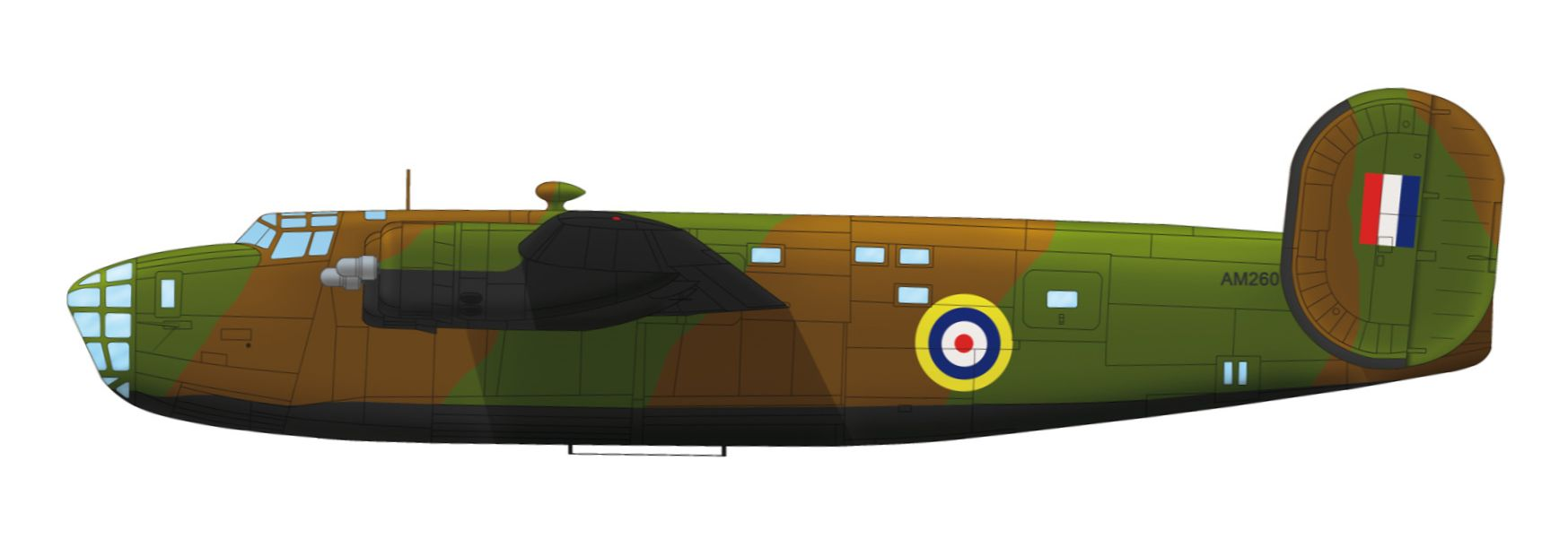
Consolidated LB-30A, s/n AM260, Atlantic Ferry Command RAF

- Consolidated LB-30A, s/n AM260, Atlantic Ferry Command RAFLiberator B Mk I: B-24A für das RAF Costal Command, 20 geliefert.
- Liberator B Mk II: B-24 mit verbreitertem und um ca. 1 m verlängerten Rumpf sowie vergrößertem Heckleitwerk (LB-30 der USAAF), 165 gebaut.
- Liberator B Mk III: B-24D mit 7,62-mm-Browning-MG in der Flugzeugnase, zwei an den Seiten, vier im Boulton-Paul-Heckturm (ähnlich der Avro Lancaster) und US-amerikanischen Martin-Rückenturm, 156 gebaut.
- Liberator B Mk IIIA: B-24D der RAF.
- Liberator B Mk IV: B-24E der RAF, keine geliefert.
- Liberator B Mk V: B-24D mit erhöhtem Treibstoffvorrat und Bewaffnung der Liberator Mk III.
- Liberator B Mk VI: B-24H mit Boulton-Paul-Heckturm.
- Liberator B Mk VIII: B-24J der RAF.
- Liberator GR Mk V: B-24D mit „Leigh Light“-Suchscheinwerfer und Radar zur U-Boot-Jagd.
- Liberator GR Mk VI: B-24G/H/J des RAF Coastal Command.
- Liberator GR Mk VIII: B-24J mit U-Jagd-Ausrüstung.
- Liberator C Mk VI: zu Transportflugzeugen umgebaute Liberator B Mk VIII.
- Liberator C Mk VII: C-87 der RAF.
- Liberator C Mk VIII: zu Transportflugzeugen umgebaute Liberator GR Mk VIII.
- Liberator C Mk IX: RY-3/C-87C der RAF.

## Produktion
Abnahme der B-24/C-87 durch die USAAF:
| Hersteller               | Version          | 1939 | 1940 | 1941 | 1942 | 1943 | 1944 | 1945 | SUMME  |
| ------------------------ | ---------------- | ---- | ---- | ---- | ---- | ---- | ---- | ---- | ------ |
| Consolidated, San Diego  | XB-24            | 1    |      |      |      |      |      |      | 1      |
| Consolidated, San Diego  | YB-24            |      | 1    |      |      |      |      |      | 1      |
| Consolidated, San Diego  | LB-30A           |      | 6    |      |      |      |      |      | 6      |
| Consolidated, San Diego  | LB-30B           |      |      | 20   |      |      |      |      | 20     |
| Consolidated, San Diego  | Liberator Mk. II |      |      | 140  |      |      |      |      | 140    |
| Consolidated, San Diego  | B-24A            |      |      | 9    |      |      |      |      | 9      |
| Consolidated, San Diego  | B-24C            |      |      |      | 9    |      |      |      | 9      |
| Douglas, Tulsa           | B-24D            |      |      |      | 8    | 2    |      |      | 10     |
| Consolidated, Fort Worth | B-24D            |      |      |      | 9    | 294  |      |      | 303    |
| Consolidated, San Diego  | B-24D            |      |      |      | 1114 | 1301 |      |      | 2415   |
| Douglas, Tulsa           | B-24E            |      |      |      |      | 167  |      |      | 167    |
| Consolidated, Fort Worth | B-24E            |      |      |      |      | 144  |      |      | 144    |
| Ford, Willow Run         | B-24E            |      |      |      | 24   | 466  |      |      | 490    |
| North American, Dallas   | B-24G            |      |      |      |      | 61   | 369  |      | 430    |
| Douglas, Tulsa           | B-24H            |      |      |      |      | 225  | 357  |      | 582    |
| Consolidated, Fort Worth | B-24H            |      |      |      |      | 685  | 53   |      | 738    |
| Ford, Willow Run         | B-24H            |      |      |      |      | 825  | 955  |      | 1780   |
| Douglas, Tulsa           | B-24J            |      |      |      |      |      | 205  |      | 205    |
| Consolidated, Fort Worth | B-24J            |      |      |      |      |      | 1558 |      | 1558   |
| North American, Dallas   | B-24J            |      |      |      |      |      | 536  |      | 536    |
| Consolidated, San Diego  | B-24J            |      |      |      |      | 1044 | 1748 |      | 2792   |
| Ford, Willow Run         | B-24J            |      |      |      |      |      | 1587 |      | 1587   |
| Consolidated, San Diego  | B-24L            |      |      |      |      |      | 417  |      | 417    |
| Ford, Willow Run         | B-24L            |      |      |      |      |      | 1250 |      | 1250   |
| Consolidated, San Diego  | B-24M            |      |      |      |      |      | 285  | 631  | 916    |
| Ford, Willow Run         | B-24M            |      |      |      |      |      | 198  | 1479 | 1677   |
| Ford, Willow Run         | XB-24N           |      |      |      |      |      | 1    |      | 1      |
| Ford, Willow Run         | YB-24N           |      |      |      |      |      |      | 7    | 7      |
| Consolidated, Fort Worth | C-87             |      |      |      | 38   | 102  | 140  |      | 280    |
| Consolidated, Fort Worth | C-87A            |      |      |      | 3    | 3    |      |      | 6      |
| Consolidated, Fort Worth | AT-22            |      |      |      |      | 5    |      |      | 5      |
| SUMME                    |                  | 1    | 7    | 169  | 1205 | 5324 | 9691 | 2321 | 18.482 |

## Nutzer
- Australien
- Brasilien
- China
- Deutsches Reich: mindestens ein Beuteflugzeug war beim KG 200 im Einsatz.
- Kanada
- Indien: 42 B-24 wurden durch HAL aus von der RAF aufgegebenen Maschinen nach der Unabhängigkeit Indiens instand gesetzt.[11]
- Italien
- Island Schottland: Nach dem Krieg kamen umgebaute Liberator als zivile Linienmaschinen für Verbindungen der Flugfélag Íslands Iceland Airways nach Schottland zum Einsatz, die Flugzeuge gehörten der Scottish Aviation.[12]
- Nicaragua: 2 B-24H in den 1950er-Jahren von der CIA betrieben
- Niederlande
- Polen
- Portugal
- Südafrikanische Union
- Tschechoslowakei
- Türkei
- Sowjetunion: Eine B-24D des Air Transport Command wurde 1943 nach einer Notlandung auf sowjetischem Gebiet wieder instand gesetzt und als Lend-Lease-Act-Flugzeug verbucht. Sieben weitere B-24, die nach Angriffen auf Japan in der UdSSR landen mussten, wurden ebenfalls einbehalten, aber nicht vergütet.[13]
- Vereinigtes Königreich
- Vereinigte Staaten

## Zwischenfälle

### Zwischenfälle (militärisch)
- Am 4. Mai 1943 war ein schwerer Bomber des Typs Consolidated B-24D Liberator der United States Army Air Forces (USAAF) (Luftfahrzeugkennzeichen 41-23728) während des Rückwegs in die USA auf dem Flug zum Flugplatz Kaldaðarnes (Island), als er bei schlechter Sicht am Berg Fagradalsfjall zerschellte. Von den 15 Insassen wurden 14 getötet. Als Einziger überlebte der Heckschütze.[14]

- Am 20. Dezember 1944 kollidierte eine Consolidated B-24D Liberator der United States Army Air Forces (USAAF) (42-40103) beim Flugplatz Chengkung (China) im Flug mit einer Curtiss C-46A-15-CU Commando (41-12397). Beide Maschinen stürzten ab. Alle 5 Besatzungsmitglieder der B-24 sowie alle 4 Besatzungsmitglieder der C-46 wurden getötet.[15]

### Zwischenfälle (zivil)
Nach Kriegsende wurden zahlreiche Liberator von zivilen Fluggesellschaften eingesetzt, überwiegend für Frachtflüge. Auch dabei kam es zu Unfällen und Totalverlusten.
- Am 13. Oktober 1948 wurde eine Consolidated B-24 Liberator II der Scottish Airlines (Luftfahrzeugkennzeichen G-AHZP) beim Anflug auf den Flughafen Liverpool-Speke (Großbritannien) zu tief angeflogen und streifte Straßenlampen außerhalb des Flughafens. Bei der folgenden Bruchlandung wurde das Flugzeug irreparabel beschädigt. Alle 4 Besatzungsmitglieder des Frachtfluges überlebten.[16]

## Technische Daten

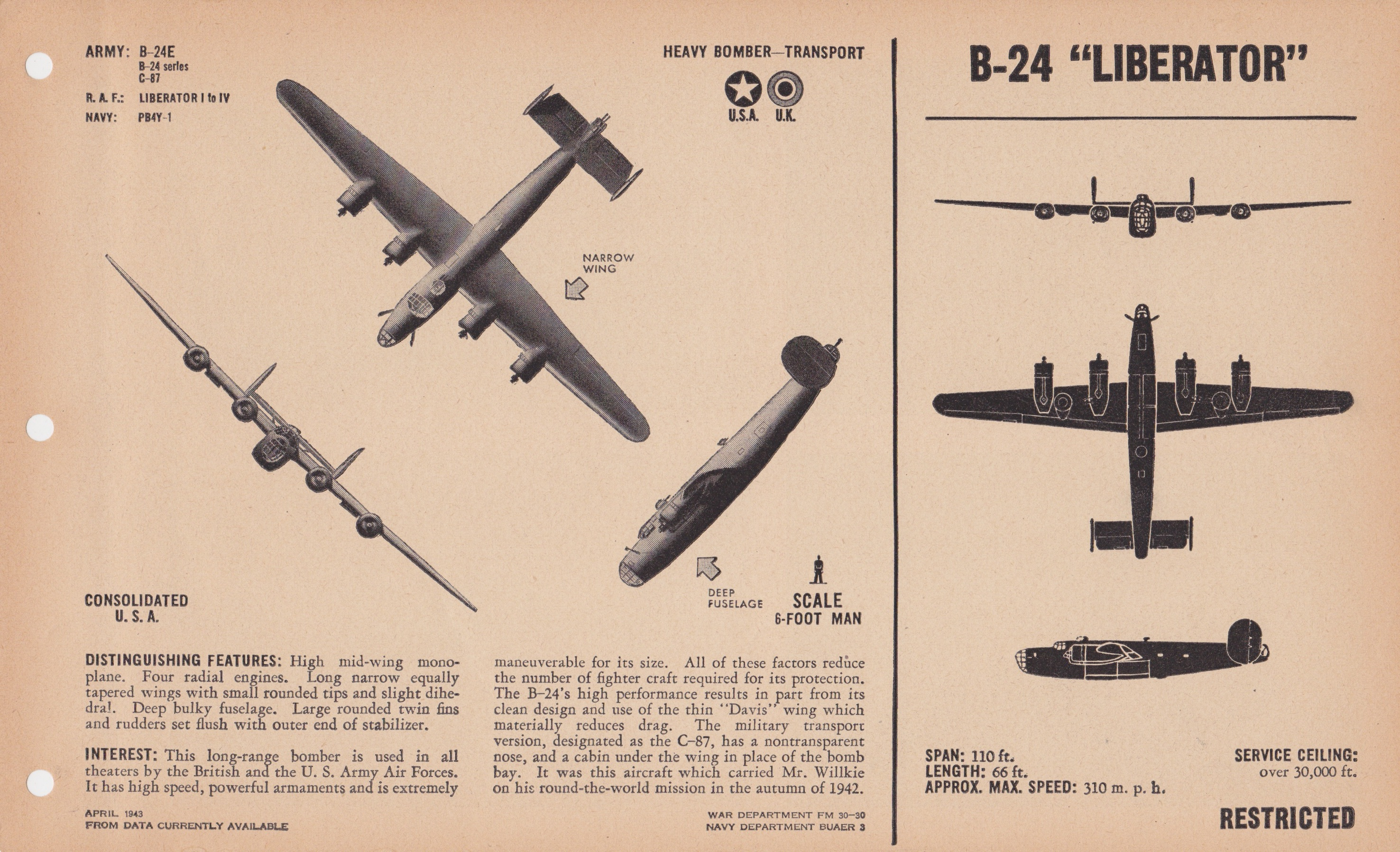
Consolidated B-24

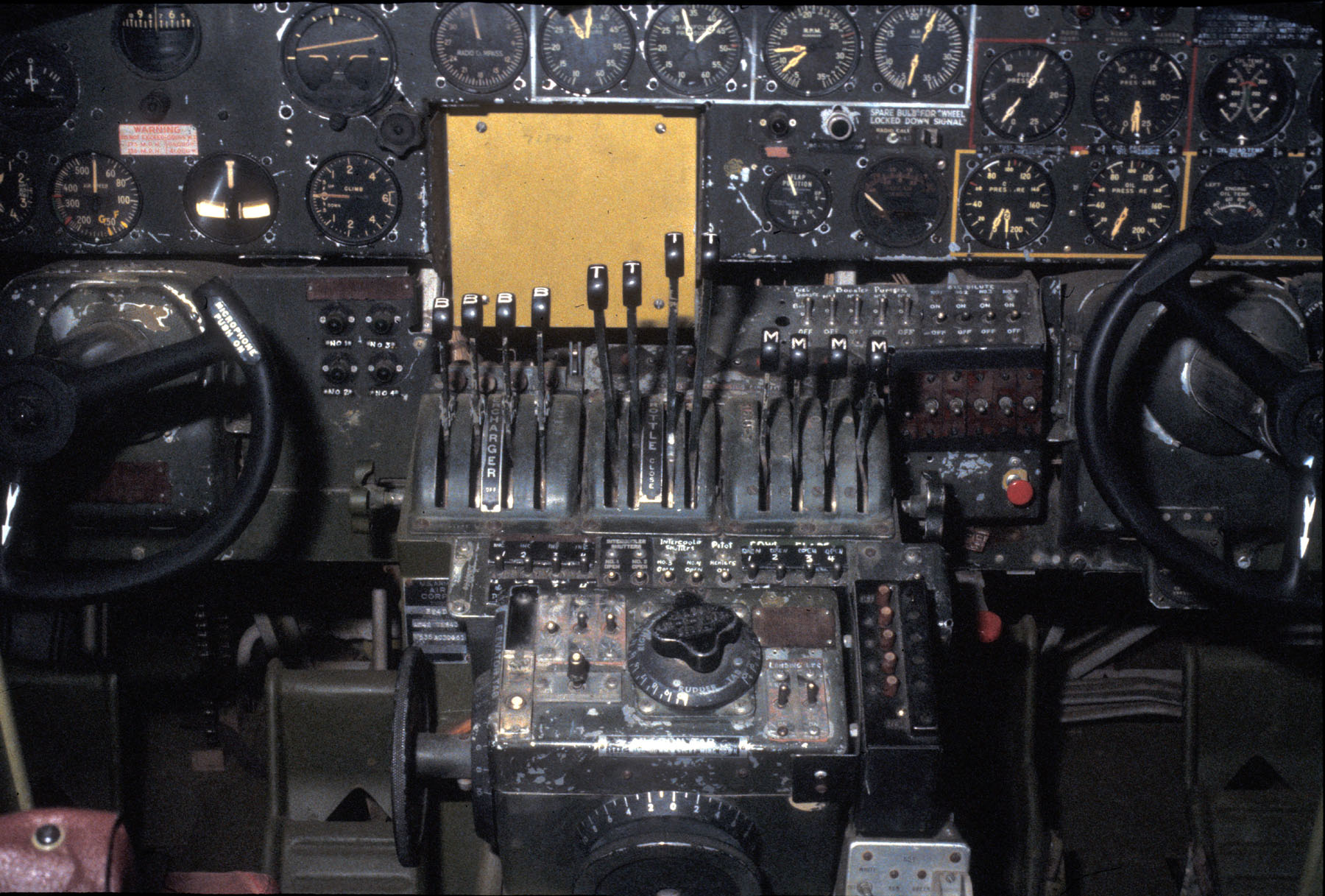
Cockpit einer Consolidated B-24

| Kenngröße             | Daten der B-24J                                                              |
| --------------------- | ---------------------------------------------------------------------------- |
| Besatzung             | 10–12                                                                        |
| Länge                 | 21,16 m                                                                      |
| Spannweite            | 33,55 m                                                                      |
| Höhe                  | 5,49 m                                                                       |
| Leermasse             | 17.250 kg                                                                    |
| Startmasse            | 26.000 kg                                                                    |
| Antrieb               | vier Pratt & Whitney R-1830-65-Twin Wasp- Doppelsternmotoren mit je 1200 PS  |
| Höchstgeschwindigkeit | 480 km/h in 9150 m Höhe                                                      |
| Dienstgipfelhöhe      | 8550 m                                                                       |
| Normale Reichweite    | 3360 km                                                                      |
| Bewaffnung            | zehn Browning-M2-MG, Kal. .50 BMG (12,7 mm) max. 8000 lbs (3,6 t) Bombenlast |